# Gerd Wiltfang
Gerhard "Gerd" Wiltfang (né le 27 avril 1946 à Stuhr, mort le 1er juillet 1997 à Thedinghausen) est un cavalier de saut d'obstacles allemand.

## Carrière
À cinq ans, il apprend l'équitation en montant sur un poney. À 19, l'apprenti de la boulangerie familiale remporte son premier titre, le championnat d'Allemagne, devant les meilleurs cavaliers de l'époque.
Avec l'équipe d'Allemagne, il devient champion olympique lors des Jeux olympiques d'été de 1972 à Munich. En 1978, il obtient sa plus grande victoire en individuel en devenant champion du monde sur Roman à Aix-la-Chapelle. En raison du boycott des pays occidentaux, il ne participe pas aux Jeux olympiques d'été de 1980 à Moscou.
Wiltfang meurt à l'âge de 51 ans d'une insuffisance cardiaque.

## Palmarès

### Jeux olympiques
- Jeux olympiques d'été de 1972 à Munich  Allemagne :
  -  Médaille d'or par équipe (16e place en individuel).

### Championnats du monde
- Championnat de 1978 à Aix-la-Chapelle  Allemagne :
  -  Médaille d'or en individuel.
- Championnat de 1982 à Dublin  Irlande :
  -  Médaille d'argent en équipe.

### Championnats d'Europe
- Championnat de 1977 à Vienne  Autriche :
  -  Médaille de bronze par équipe.
- Championnat de 1979 à Rotterdam  Pays-Bas :
  -  Médaille d'or en individuel.
  -  Médaille d'argent par équipe.
- Championnat de 1981 à Munich  Allemagne :
  -  Médaille d'or par équipe.

### Championnat d'Allemagne
- Champion d'Allemagne en 1966, 1971 et 1979.

## Source, notes et références
1. ↑  Nécrologie dans Der Spiegel, 1997

- (de) Cet article est partiellement ou en totalité issu de l’article de Wikipédia en allemand intitulé « Gerd Wiltfang » (voir la liste des auteurs).